# 12 passes sense cap, la llegenda d'un pirata
12 passes sense cap, la llegenda d'un pirata (títol original en alemany: 12 Meter ohne Kopf) és una pel·lícula d'aventures de comèdia  alemanya del 2009. El llargmetratge tracta sobre la vida del pirata Klaus Störtebeker, però la seva vida es presenta més com una sàtira. Fou dirigida per Sven Taddicken i estrenada als cinemes alemanys el 10 de desembre de 2009. Ha estat doblada al català.

## Argument
La pel·lícula té lloc l'any 1401 a la Frísia Oriental al final de l'era dels pirates Klaus Störtebeker i Gödeke Michels. Després d'un llarg període sense cap saqueig, finalment apareix un vaixell a l'horitzó. Tanmateix, Störtebeker queda greument ferit en l'intent de fer-se càrrec dels vaixells, una derrota ignominiosa. No sols el seu vaixell ja no està en bon estat, sinó que Störtebeker comença a patir ansietat i dubtes sobre la seva existència com a pirata. Se sent atret per la bella dona Bille, mentre que Michel és rebutjat per la princesa frisona Okka.
Just quan la tripulació s'ha amotinat i el segon capità Michels està a punt de rendir-se, descobreixen una arma única a bord del seu vaixell. Poc després, el saqueig torna bé i les seves esperances augmenten. La Lliga Hanseàtica decideix consolidar el seu poder i anar a la guerra contra els pirates. Störtebeker i Michels es veuen obligats a decidir: Viure com a agricultors o morir com a pirates.

## Repartiment
- Ronald Zehrfeld com a Klaus Störtebeker
- Matthias Schweighöfer com a Gottfried Michaelsen
- Oliver Bröcker com a Lupe
- Hinnerk Schönemann com a Keule
- Jacob Matschenz com a Nolle
- Franziska Wulf com a Bille
- Jana Pallaske com a Okka
- Devid Striesow com a Simon d'Utrecht
- Alexander Scheer com a Herman Lange
- Milan Peschel com a Nicolaus Schocke
- Detlev Buck com a traficant d'armes
- Peter Kurth com a Keno tom Brok
- Matthias Klimsa com a hostaler
- Simon Gosejohann com a Fokko Johannson
- Ferris MC com a Beule
- Achim Reichel com a penjat
- Kåre Johannessen com a senyor

## Producció
La pel·lícula es va rodar a la ciutat de Kappeln a Schleswig-Holstein, el Middelaldercentret a Nykøbing Falster, la ciutat portuària danesa de Nykøbing Falster, la ciutat de Barth i la ciutat hanseàtica Stralsund a Mecklenburg-Pomerània Occidental. L'estrena de la pel·lícula va tenir lloc a Husum. En la producció cinematogràfica van participar els següents: la producció cinematogràfica Magnolia, Warner Bros. i Desert Film. El distribuïdor va ser Warner Bros. Entertainment. El cost de la pel·lícula va ser de sis milions d'euros.

## Crítiques
| «                                   | Cinema d'aventures vital amb moments alhora divertits i dramàtics, que segueix fent girar la llegenda de Störtebeker d'una manera divertida i l'explica com una història plena, plena de conflictes i esdeveniments de l'amistat entre Störtebeker i el seu aliat Gödeke Michels. Una fantasia rebel d'atmosfera densa amb bons actors, música rock'n'roll i llenguatge contemporani, que entreté com una especulació imaginativa sobre la vida, els pensaments i l'obra d'un grapat de "jovens". | » |
| — Lexikon des internationalen Films | |   |